# Veriora
Veriora (dt. Paulenhof) ist eine ehemalige Landgemeinde im estnischen Kreis Põlva mit einer Fläche von 200,3 km². Sie hatte 1492 Einwohner (Stand: 1. Januar 2011). Seit 2017 gehört Veriora zur Landgemeinde Räpina.
Neben dem Hauptort Veriora gehörten zur Gemeinde die Dörfer Haavapää, Himmiste, Jõevaara, Jõeveere, Kikka, Kirmsi, Koolma, Koolmajärve, Kullamäe, Kunksilla, Laho, Leevi, Lihtensteini, Männisalu, Mõtsavaara, Nohipalo, Pahtpää, Sarvemäe, Soohara, Süvahavva, Timo, Väike-Veerksu, Vändra, Vareste, Verioramõisa, Viira, Viluste, Vinso und Võika. 
Veriora liegt 25 km von Põlva entfernt. Die Landschaft ist durch zahlreiche Wälder, Seen und Moore geprägt. Der Bahnhof von Veriora erlangte als Verschiebebahnhof für die Deportationszüge während der sowjetischen Besetzung Estlands traurige Berühmtheit. Am 28. September 1978 starb im Wald von Leevi der letzte estnische Waldbruder, August Sabbe.